# Рыжий голубь
Рыжий голубь (лат. Patagioenas cayennensis) — вид птиц из семейства голубиных, обитающий в тропических лесах Америки.
Ранее этот вид относили к роду голубей, однако в соответствии с современной классификацией принято выделять отдельный род семейства голубиных — Patagioenas, представители которого распространены в Южной, Центральной и Северной Америке.

## Описание
Рыжий голубь достигает длины 30—32 см и массы — 230—250 г. Взрослые самцы, как правило, имеют блёкло-фиолетовое с медным отливом оперение и белое пятно на груди.

## Распространение
Рыжий голубь обитает преимущественно по краям лесов, по берегам рек и в других частично открытых от деревьев районах. Ареал простирается от Британской Колумбии, Юты и Колорадо через Мексику и Центральную Америку до северной Аргентины.
Распространенная к югу от Коста-Рики форма иногда рассматривается в качестве собственного вида Patagioenas albilinea.

## Образ жизни
Рыжий голубь питается, в основном, семенами, ягодами и мелкими фруктами.
Рыжие голуби — птицы одинокие, лишь иногда образующие небольшие стайки в местах водопоя. Полёт птиц с регулярными взмахами крыльев, характерных для всех голубей, достаточно высок и быстр.